# الفيوم
الفيوم (بالقبطية: 'Ⲫⲓⲟⲙ)، مدينة مصرية عاصمة محافظة الفيوم. تنقسم إلى حيين سكنيين تفصلهما ترعة بحر يوسف الذي ينتصف مدينة الفيوم، وتقع في منخفض الفيوم على بعد 100 كيلومتر (62 ميلًا) جنوب غرب القاهرة.
وتشتهر المدينة ومراكزها بأنها مركز تجاري هام يضم ديوان المحافظة وفروع الوزارات كما تشتهر قراها بصناعات منتجات النخيل السجاد، وكذلك زراعات التين الرمادى وتفريخ الدواجن.

## التاريخ
كانت الفيوم في عهد الفراعنة جزءاً من المناطق العشرين من مقاطعات الوجه القبلى وكانت عاصمة أهناسيا وحينما ازدهرت أصبح اسمها برسين أي بيت التمساح الذي كان يعبد في ذلك الوقت
كما تتوافر فيها البيئة الريفية والساحلية والصحراوية والحضرية – لذا تعتبر الفيوم إحدى مناطق الجذب السياحى في مصر وقد جاء الاسم في النصوص المتأخرة من العهد الفرعونى بايوم بمعنى البحيرة أو الماء ثم ورد في القبطية فيوم وفي العربية الفيوم بعد إدخال أداة التعريف.
كيمان فارس هي بقايا مدينة شدت القديمة والتي تعنى المستصلحة وهو اسم الفيوم القديم في العصور الفرعونية والفيوم لها أكثر من اسم مثل «تا شى» وهي تعنى أرض البحيرة و«مر ور» وتعنى البحر العظيم ثم «ارسينوى» وهي الملكة زوجة بطليموس الثاني ثم «كروكوديلبوليس» وتعني مدينة التمساح لأن التمساح هو الإله الرئيسي للفيوم.
ثم أخيرا «بايوم» والتي حرفت إلى الفيوم أما كيمان فارس فهو الاسم الشائع الحالي لهذه المدينة وهذه المنطقة بها بقايا أثرية مثل بقايا معبد رمسيس الثاني وجزء من سور لبقايا معبد يوناني ربما لبطليموس الثاني ثم حمامات رومانية والمباني الحديثة حاليا هي جامعة الفيوم ومساكن ومصالح حكومية.

## الجغرافيا

### المناخ
| البيانات المناخية لـلفيوم                       | البيانات المناخية لـلفيوم | البيانات المناخية لـلفيوم | البيانات المناخية لـلفيوم | البيانات المناخية لـلفيوم | البيانات المناخية لـلفيوم | البيانات المناخية لـلفيوم | البيانات المناخية لـلفيوم | البيانات المناخية لـلفيوم | البيانات المناخية لـلفيوم | البيانات المناخية لـلفيوم | البيانات المناخية لـلفيوم | البيانات المناخية لـلفيوم | البيانات المناخية لـلفيوم |
| الشهر                                           | يناير                     | فبراير                    | مارس                      | أبريل                     | مايو                      | يونيو                     | يوليو                     | أغسطس                     | سبتمبر                    | أكتوبر                    | نوفمبر                    | ديسمبر                    | المعدل السنوي             |
| ----------------------------------------------- | ------------------------- | ------------------------- | ------------------------- | ------------------------- | ------------------------- | ------------------------- | ------------------------- | ------------------------- | ------------------------- | ------------------------- | ------------------------- | ------------------------- | ------------------------- |
| الدرجة القصوى °م (°ف)                           | 28 (82)                   | 30 (86)                   | 36 (97)                   | 41 (106)                  | 43 (109)                  | 46 (115)                  | 41 (106)                  | 43 (109)                  | 39 (102)                  | 40 (104)                  | 36 (97)                   | 30 (86)                   | 46 (115)                  |
| متوسط درجة الحرارة الكبرى °م (°ف)               | 18.9 (66.0)               | 20.9 (69.6)               | 24.1 (75.4)               | 29 (84)                   | 33.6 (92.5)               | 35.5 (95.9)               | 36.1 (97.0)               | 35.8 (96.4)               | 33.2 (91.8)               | 30.7 (87.3)               | 25.7 (78.3)               | 20.4 (68.7)               | 28.7 (83.6)               |
| المتوسط اليومي °م (°ف)                          | 11.6 (52.9)               | 13.2 (55.8)               | 16.1 (61.0)               | 20.4 (68.7)               | 24.9 (76.8)               | 27.1 (80.8)               | 28.2 (82.8)               | 28.1 (82.6)               | 25.7 (78.3)               | 23.1 (73.6)               | 18.6 (65.5)               | 13.5 (56.3)               | 20.9 (69.6)               |
| متوسط درجة الحرارة الصغرى °م (°ف)               | 4.3 (39.7)                | 5.5 (41.9)                | 8.2 (46.8)                | 11.8 (53.2)               | 16.3 (61.3)               | 18.8 (65.8)               | 20.3 (68.5)               | 20.4 (68.7)               | 18.2 (64.8)               | 15.6 (60.1)               | 11.6 (52.9)               | 6.6 (43.9)                | 13.1 (55.6)               |
| أدنى درجة حرارة °م (°ف)                         | 2 (36)                    | 4 (39)                    | 5 (41)                    | 8 (46)                    | 11 (52)                   | 16 (61)                   | 13 (55)                   | 13 (55)                   | 10 (50)                   | 11 (52)                   | 4 (39)                    | 4 (39)                    | 2 (36)                    |
| الهطول مم (إنش)                                 | 1 (0.0)                   | 1 (0.0)                   | 1 (0.0)                   | 1 (0.0)                   | 0 (0)                     | 0 (0)                     | 0 (0)                     | 0 (0)                     | 0 (0)                     | 0 (0)                     | 1 (0.0)                   | 2 (0.1)                   | 7 (0.1)                   |
| المصدر #1: Climate-Data.org                     |                           |                           |                           |                           |                           |                           |                           |                           |                           |                           |                           |                           |                           |
| المصدر #2: Voodoo Skies for record temperatures |                           |                           |                           |                           |                           |                           |                           |                           |                           |                           |                           |                           |                           |

### التقسيم الإداري
تنقسم مدينة الفيوم لقسمين، قسم أول الفيوم وقسم ثان الفيوم، وتضم هذه الأقسام عدد من الشيخات، ومن مناطق الفيوم:
- قحافة
- الحادقة
- كيمان فارس
- الصوفي
- الحواتم
- لطف الله
- باغوص
- دار الرماد

أما محافظة الفيوم فتنقسم إلى ست مراكز وهي:
1. الفيوم (المركز الرئيسي).
2. إبشواي (بها قرية ابوكساه وعزبة أبوحمد)
3. إطسا (بها قرية منية الحيط أكبر قرية على مستوي الجمهورية).
4. سنورس (بها عين السيليين).
5. طامية.
6. يوسف الصديق (بها محمية وادي الريان وبركة قارون وبعض المحميات الأخرى).

## الاقتصاد

### الزراعة
وهي النشاط الاقتصادي الأول بالمحافظة ومن أكثر المحاصيل إنتاجا القمح والذرة والطماطم وبنجر السكر والمانجو والتين والبلح.

### التجارة
وتتركز في مدينة الفيوم وتتركز في مناطق وسط المدينة وتشتمل على الملابس والإلكترونيات والهواتف النقالة والمأكولات.

### الصيد
وذلك لانتشار المجاري المائية وبحيرة قارون ووادي الريان.
- الصناعات الفخارية والخوص.

## معرض صور

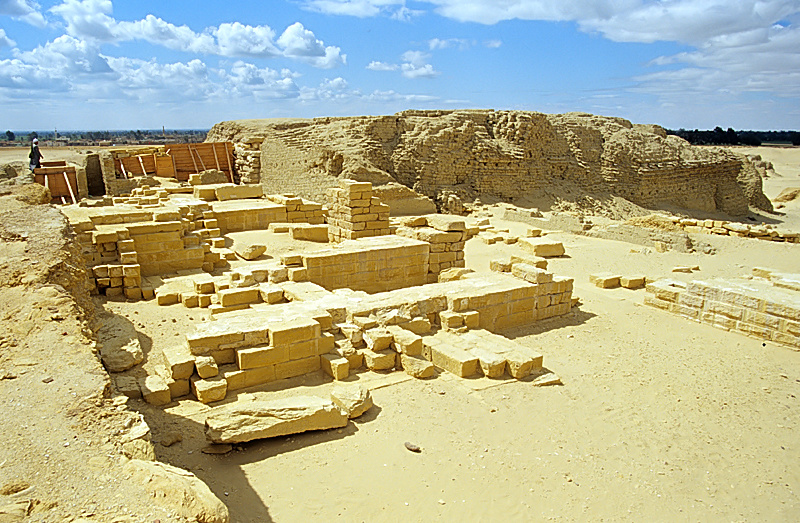
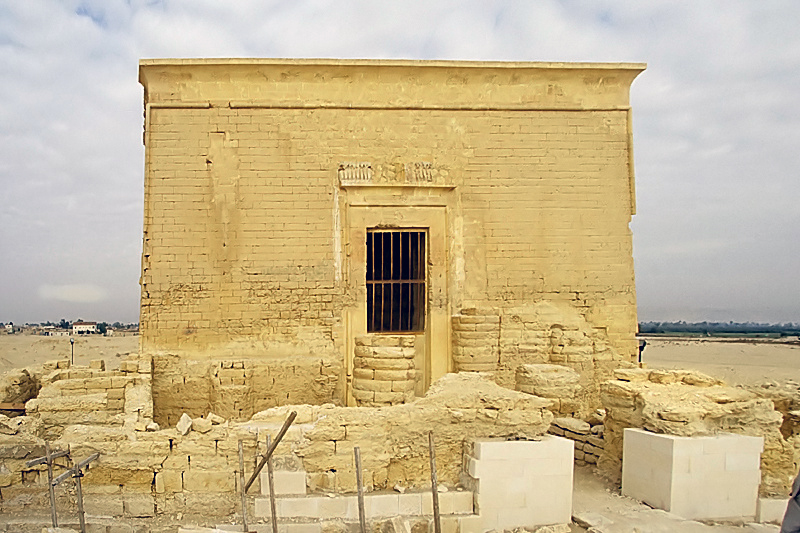